# Ярхо, Аркадий Исаакович
Аркадий Исаакович Ярхо (1903 — 4 мая 1935, Москва) — советский антрополог, один из основателей советской физической антропологии, автор методов расового анализа, ответственный секретарь редколлегии «Антропологического журнала», действительный член Научно-исследовательского института антропологии, заведующий расовым отделом Государственного музея антропологии Московского государственного университета.

## Биография
Единокровный брат Бориса и Григория Ярхо, сын московского детского врача от второго брака.
Окончил физико-математический факультет МГУ (1923). С 1932 года профессор. Основные труды по проблемам расоведения и морфологии человека (принципы расового анализа, выяснение качественных особенностей расы у человека и процесса расообразования, исследование метисации разных антропологических типов, антропологии народов Алтая, разработке единой методики антропометрических исследований).
Первым объектом научной деятельности Ярхо стали тюркские народы Саяно-Алтая. В 1925 им был собран обширный антропологический материал по всем этническим группам хакасов. В отношении хакасов он указывал на возможность автономной (без метисации) выработки европеоидных признаков.
При жизни Ярхо не успел свести воедино свои научные статьи. Обобщённый труд под названием «Алтае-Саянские тюрки. Антропологический очерк» был издан в городе Абакане в 1947 году, под редакцией А. Н. Липского.
Урна с прахом захоронена в колумбарии Донского кладбища (9 колумбарий).

## Сочинения
- Наблюдения над физическим развитием населения русского Алтая // Северная Азия. 1925. Кн. 3. С. 51-74;
- Предварительное сообщение о поездке в Минусинский край и Северный Алтай летом 1925 г. // Северная Азия, № 2, 1925;
- Физическое развитие населения Хакасского округа // Северная Азия, № 4, 1928;
- Пигментация полос, глаз и кожи у народностей Алтае-Саянского нагорья // Русский антропологический журнал. Т. 17, вып. 3—4, 1929.
- Несколько данных о естественном движении туземного населения Алтая // Северная Азия. 1929. № 3. С. 126—133;
- Антропологический тип кемчикских танну-тувинцев // Северная Азия. № 5-6. С. 127—131;
- Казаки русского Алтая // Северная Азия. 1930. № 1-2. С. 76-96;
- К вопросу о вымирании малых народностей // Советская Азия. 1931. № 1-2. С. 245—261;
- Против идеалистических течений в расоведении СССР // АЖ. 1932. № 1. С. 9-23;
- Туркмены Хорезма и Северного Кавказа // АЖ. 1933. № 1-2. С. 70-119;
- Антропологический состав турецких народностей Средней Азии // АЖ. 1933. № 3. С. 3-28;
- О некоторых вопросах расового анализа // А^К. 1934. N2 3. С. 43—71;
- Алтае-Саянские тюрки (антропологический очерк). — Абакан: Хакасское обл. нац. изд-во, 1947.- 148 с;
- Антропологический тип каракалпаков // Труды Хорезмской экспедиции. М., 1952. Т. 1. С. 585—609[3].